# Благороднически привилегии в Полша
Благородническите привилегии са съществени за „Златната свобода“ в Кралство Полша (до 1569 г.) и по-късно в единната Полско-литовска държава (1569–1795 г.). Повечето привилегии на шляхтата са получени между края на XIV-ти и началото на XVI-ти век. До края на този период тя е успяла да спечели многобройни права, да се овласти и да ограничи правомощията на избираемия полски монарх до степен, безпрецедентна другаде в Европа по това време.

## Поява
Привилегиите на шляхтата са свързани с възхода на аристокрацията като социална класа в Полша и с отслабването на монархията в периода на политическо раздробяване на Полша на малки княжества след смъртта на Болеслав III Кривоусти, като това е съчетано с институцията на изборна монархия (нов крал се избира, а не се става по наследство).

## Развитие
Преди средата на XIV век, когато полските монарси даряват привилегии на полските благородници, те го правят на провинциален принцип. Ценяската привилегия, която е дадена от крал Владислав Тънконоги през 1228 г., е първата подобна привилегия и е предоставена на рицари и духовенството от войводство Малополша. Въпреки това, с възхода на шляхтата като единна социална класа, начинът, по който се предоставят привилегии, започва да се променя. Като класа, шляхтата за първи път придобива привилегии важащи на територията на цялата страна в средата на XIV век, като първата от тях е Будската привилегия, издадена от крал Казимир Велики през 1355 г. Съгласно условията на тази привилегия, кралят обещава да не налага никакви извънредни данъци и да компенсира благородниците за всички загуби, които са претърпели заради него, докато се бият в чужбина.
Друга важна привилегия се добавя през 1374 г., когато крал Лайош I Велики Унгарски издава Кошицката привилегия, според която кралят обещава да не налага никакви данъци без съгласието на шляхтата. От нея благородниците извличат значителни лостове за влияние в бъдещите си отношения с монарха. Лайош също така обещава да плати откупа за всички благородници, взети в плен по време на войни в чужбина, и обещава, че благородниците няма да трябва да помагат при изграждането на замъци, освен ако не дадат предварително съгласие за започване на такъв проект. Тази привилегия също така посочва, че кралят е длъжен да гарантира, че страната няма да загуби никакви територии, и регулира някои въпроси, свързани с назначаването на длъжностни лица. Накрая кралят обещава, че длъжността староста (старши чиновник, избран за областен управител) ще бъде давана само на поляци, а длъжностите в дадена провинция (земя) ще бъдат давани само на местните благородници.
От 1387 г., скоро след началото на полско-литовската уния, привилегиите на полското благородство условно се разширяват до Великото литовско княжество. Въпреки това ще отнеме няколко века, докато различните елементи на полската политическа система бъдат напълно въведени в Литва.
Червинската привилегия от 1422 г., издадена от крал Владислав Ягело, дава на благородството обещание, че кралят няма да конфискува имотите им без съдебно разрешение и че съдилищата ще работят въз основа на писания закон. Тя също така до определена степен въвежда принципа incompatibilitas (от латински: несъвместимост), с който се ограничава възможността на отделните лица да комбинират множество чиновнически позиции. И накрая, правото да секат монети трябвало да получи одобрение от кралския съвет.
Допълнителни привилегии са предоставени от Ягело въз основа на Вартаския статут през 1423 г., който преди всичко провъзгласява равенството на всички благородници. Този статут също увеличава властта на благородниците над селячеството, като ограничава правото на селяните да напускат селата си (въвежда крепостничеството) и дава на благородниците правото да изкупуват земите на солтите (избран глава на събранието на селяните в дадено село).
Йедлино-краковската привилегия (1425 г., 1430 г., 1433 г.), също издадена от Ягело, предоставя на благородниците правото на лична безопасност, правейки ги имунизирани срещу наказателно преследване, освен ако не бъде издадена надлежна заповед от съд. Това било залегнато в принципа nullum terrigenam owneratum capiemus, nisi judicio rationabiliter fuerit convictus, или накратко, neminem captivabimus (от латински: Няма да арестуваме никого без съдебна присъда.). Благородниците също получават гаранция, че всички висши длъжности, включително църковни позиции, ще бъдат дадени само на тези от тяхната социална класа. И накрая, благородството получава важни права по отношение на контрола върху войската: налагането на масова мобилизация на благородниците във военно време (полскитермин: pospolite ruszenie; еквивалент на френското levée en masse) не може да се извърши без тяхното съгласие, а службата в чужбина трябва да бъде компенсирана от краля.
Церквицката привилегия, предоставена през 1454 г. и потвърдена същата година на основа Нешавския статут, изисква кралят да търси одобрението на благородниците в сеймиците – местните парламенти, когато издава нови закони, налага масова мобилизация или налага нови данъци. Това овластяване на сеймиците бележи началото на полската благородническа демокрация (виж Златна свобода). Тези права са разширени през 1496 г. чрез Пьотрковската привилегия (или Пьотрковския статут). Издадена от крал Ян Олбрахт, тази привилегия засилва позицията на благородниците, а за сметка на това отслабва тази на селяните и гражданите. Докато на благородниците се предоставя монопол върху притежаването и закупуването на земя извън градовете, правото на селяните да напускат определена площ е допълнително ограничено и съдебните правомощия на благородниците над селяните са засилени. Тази привилегия е крайъгълен камък към ерата на крепостничеството в Полша; някои историци го посочват като събитието, което отбелязва въвеждането на крепостничеството в Полша.
През 1501 г. крал Александър Ягелончик подписва Мелнишката привилегия, чрез която дава право на законодателна инициатива на Сената на Полша. Тази привилегия дава правомощия на магнатите, които заседават в Сената, но не продължава дълго, тъй като е отменена от общите народни събрания от 1504 и 1505 г.. Независимо от това, друг крайъгълен камък в развитието на благородническата демокрация е постигнат през 1505 г. с установяването на конституционния принцип на nihil novi или Nihil Novi nisi commune consensu (от латински: „Нищо ново без общото съгласие"). Тази привилегия значително упълномощава цялото общо народно събрание (част от което е Сенатът), вместо само Сената; неговата решаваща част е изявлението, че нито един закон не може да бъде приет без одобрението на цялото народно събрание.

## Последни привилегии
Докато някои историци изброяват привилегията „nihil novi“ като кулминацията на процеса на овластяване на благородството, други продължават списъка до края на XVI век. В рамките на този период допълнителни привилегии, укрепващи позицията на благородниците над селяните, влизат в сила, когато народното събрание (сеймът) от 1520 г. в Бидгошч въвежда закони, които задължават селяните да предоставят работна ръка на благородниците. Освен това дава на благородниците неограничен достъп до река Висла и намалява уязвимостта им към съдилищата на градовете. Крал Зигмунт I Стари Полски също обещава да свиква Народно събрание на всеки четири години, a през 1518 или 1521 (източниците варират) селяните губят правото да се оплакват пред кралския съд.
През 1573 г. са въведени Хенриковите статии. Това е траен договор между „полската нация“ – в действителност само благородството на Полско-литовската общност – и всеки новоизбран крал при избирането му за трона; тези статии излагат основните принципи на управление и конституционното право в Полско-литовската държава. Статиите, кръстени на крал Хенрик Валези (Анри III Френски), потвърждават множество предишни привилегии и въвеждат нови ограничения за монарха. Най-важното е, че те потвърждават, че всеки нов крал ще бъде избиран от благородниците и че децата му нямат право на наследство по отношение на трона. От краля също се изисква да свиква Народно събрание на всеки две години; той няма право да обявява война или мир без одобрението на Народното събрание; той трябва да се придържа към гаранциите на Варшавската конфедерация за религиозна свобода; и накрая те гласят, че ако монархът наруши закона или привилегиите на шляхтата, статиите разрешават на шляхтата да се противопостави на заповедите на краля и да действа срещу него. Това по-късно става известно в полската практика като рокош (на български: бунт). В това отношение всеки крал трябвало да се закълне, че „ако нещо е било направено от Нас срещу закони, свободи, привилегии или обичаи, Ние обявяваме, че всички жители на Кралството са освободени от подчинение към Нас“. През 1576 г. правото на възвеждане в благородничество, освен във военно време, е предадено от краля на Народното събрание.
Анна Пастерак посочва 1578 г., годината, в която крал Стефан Батори предава правото да се занимава със съдебни обжалвания в ръцете на благородниците, създавайки Коронния трибунал, като датата, която бележи края на процеса на оформяне на благородническите привилегии в Полша. Робърт Бидело и Иън Джефрис отиват още по-далеч, като посочват 1611 г. като край, изтъквайки, че едва тогава е потвърдено правото, че само на благородниците е разрешено да купуват земя.

## Значение и критика
Овластяването на шляхтата и постепенното ограничаване на монархическата власт в Полша може да се разглежда като паралел с гаранциите, дадени на бароните в Магна Харта, предшественик на парламентарните идеали на Великобритания и, в по-малка степен, на Съединените щати, в рамките на които се развива съвременната демокрация. За разлика от централизирането на властта през XV век в Западна Европа, овластяването на шляхтата в Полско-литовската държава може да се тълкува като центростремително движение за силна местната аристократична власт и слаба централна държава, която „се е превърнала просто в институция, лишена от всякаква същност“, както отбеляза Фернан Бродел. Господството на шляхтата над другите социални класи и монарха е безпрецедентно в съвременна Европа. Същевременно това коства отслабването на другите класи (селяни и граждани) и централната (кралска) власт, което довежда до отслабването на полската държава. Благородническият политически монопол върху властта довежда до задушаване на развитието на градовете и вреди на икономиката, което, съчетано с техния контрол върху данъчното облагане, поддържано на много ниско ниво, лишава правителството от доходи.